# THE ALFEE CLASSICS III
『THE ALFEE CLASSICS III THE ALFEE with Royal Phillharmonic Orchestra』（ジ・アルフィー・クラシックス・スリー ジ・アルフィー・ウィズ・ロイヤル・フィルハーモニック・オーケストラ）は、2001年11月16日に発売されたTHE ALFEEの企画アルバム。

## 概要
THE ALFEEの楽曲とクラシック音楽を融合させる企画の第3弾となったアルバム。CLASSICSシリーズでは唯一EMIから発売された作品で、収録曲も一番少ない。前作に引き続きロイヤル・フィルハーモニー管弦楽団とのコラボレーションであり、編曲は服部克久が担当した。
本作の発売をもって、THE ALFEE名義でのCLASSICSシリーズの発売は途切れているが、2011年8月10日にはEMIのクラシック系レーベルであるEMI CLASSICSとリーダーの高見沢俊彦の合同企画で、高見沢によって選曲されたクラシック音楽と高見沢アレンジによるクラシックのロック風アレンジが収録された『Takamiy Classics』が発売されている。

## 収録曲
1. シベリウス：交響詩「フィンランディア」‘Finlandia’op.26 〜 Nouvelle Vague
作詞・作曲：高見沢俊彦 編曲：THE ALFEE with 服部克久
2. ロドリーゴ：我心のアランフェス‘Aranjuez Mon Amour’ 〜 明日の鐘
作詞・作曲：高見沢俊彦 編曲：THE ALFEE with 服部克久
3. モーツァルト：交響曲 第25番 ト短調 K.183 〜 Brave Love 〜Galaxy Express 999
作詞・作曲：高見沢俊彦 編曲：THE ALFEE with 服部克久
4. シューベルト：交響曲 第8番 ロ短調「未完成」‘Die Unvollendete’D.759 〜 AUBE 〜新しい夜明け
作詞・作曲：高見沢俊彦 編曲：THE ALFEE with 服部克久
5. ファリャ：「恋は魔術師」‘El amor brujo’より「火祭りの踊り」‘Danza ritual del fuego’ 〜 NEVER FADE
作詞・作曲：高見沢俊彦 編曲：THE ALFEE with 服部克久
クレジット上は「作詞・作曲」となっているが、実際はインストゥルメンタル。
6. メンデルスゾーン：交響曲 第4番 イ長調「イタリア」‘Italian’op.90 〜 希望の鐘が鳴る朝に
作詞・作曲：高見沢俊彦 編曲：THE ALFEE with 服部克久